# Bobby Zavala
Bobby Zavala, född 12 februari 1991 i Torreón i Coahuila, är en mexikansk fribrottare eller luchador från Mexiko. Zavala wrestlar som en rudo eller heel det vill säga en ond karaktär. 
Han brottades i Consejo Mundial de Lucha Libre, vanligtvis förkortat som "CMLL" fram till och med 2017.
Bobby Zavala tävlar under sitt riktiga namn och har aldrig tävlat under en mask vilket strider emot normen inom Lucha libre och dess traditioner.
Sedan sin debut 2010 har Zavala utvecklats mycket och jobbat sig uppåt i rankingen. Bland annat har han vunnit turneringen Gran Alternativa 2013 och Guadalajaras lagtitlar tillsammans med Olimpico. 2017 sparkades han av CMLL tillsammans med fribrottarna La Máscara och Máximo efter en incident där de tre ertappades med att vandalisera en annan fribrottares bil. Zavala nekade att han var delaktig i händelsen, som fångades på övervakningskameror.